# SSバルレッタ・カルチョ
SSバルレッタ・カルチョ（Società Sportiva Barletta Calcio）はイタリア・プーリア州バルレッタを本拠地とするサッカークラブ。2015-16シーズンはエッチェッレンツァ・プーリア・ジローネAに所属している。

## 歴史
1922年に創設。バルレッタ・カルチョ・スポルト（Barletta Calcio Sport）を名乗っていた1987-88シーズンに、セリエBに初昇格。4シーズン所属したものの、1990-91シーズンを最後に降格して以降は下部リーグ在籍が続く。
1995年にクラブは経営破綻し、ACバルレッタ（Associazione Calcio Barletta）としてアマチュアからの再出発を切る。その後、クラブ名はASDバルレッタ（Associazione Sportiva Dilettantistica Barletta）を経て、レガ・プロ・セコンダ・ディヴィジオーネ昇格を決めた2007-08シーズン終了後に現在の名称に変更された。

## タイトル

### 国内タイトル
なし

### 国際タイトル
なし

## 過去の成績
- 2005-06 エッチェッレンツァ・プーリア 1位 セリエD昇格
- 2006-07 セリエD・ジローネH 4位
- 2007-08 セリエD・ジローネH 2位 レガ・プロ・セコンダ・ディヴィジオーネ昇格
- 2008-09 レガ・プロ・セコンダ・ディヴィジオーネ (旧セリエC2)・ジローネC 7位
- 2009-10 レガ・プロ・セコンダ・ディヴィジオーネ・ジローネC 5位 レガ・プロ・プリマ・ディヴィジオーネ昇格
- 2010-11 レガ・プロ・プリマ・ディヴィジオーネ・ジローネB 11位
- 2011-12 レガ・プロ・プリマ・ディヴィジオーネ・ジローネB 6位
- 2012-13 レガ・プロ・プリマ・ディヴィジオーネ・ジローネB 14位
- 2013-14 レガ・プロ・プリマ・ディヴィジオーネ・ジローネB 14位
- 2014-15 レガ・プロ・ジローネC 12位 レガ・プロのライセンスを取得できずエッチェッレンツァに降格[1]
- 2015-16 エッチェッレンツァ・プーリア・ジローネA

## 歴代監督
- マリオ・コルソ 1989-1990